# ザ・マスターズ・ファイター
『ザ・マスターズ・ファイター』は、1995年発売の韓国Unico Electronics（現：ユニアナ）製アーケードゲーム『Master's Fury』からキャラクター設定、ストーリーを新規作成したリメイク移植として、1997年11月20日にシネマサプライが発売したプレイステーション用対戦型格闘ゲームである。
2020年4月、アメリカのPiko Interactiveが当作の権利を取得したことを発表した。

## ストーリー
主人公「タクヤ」は恋人の「ユイ」と共に両親が建てた道場を再興させるためにアメリカに渡った。しかし、道場を付けねらう「サカモト」やその背後にある謎の組織に様々な邪魔をされる。そしてある時、タクヤは両親がその組織によって殺された事を知る。そしてその事実を知ったその日にユイが組織によって誘拐されてしまった。その瞬間、今まで我慢してきた怒りが爆発して組織に乗り込んで行った。後日、その事を知ったタクヤの親友でライバルである香港のアクションスター「ロン・ヴェイ」と、タクヤの育ての親「カン・ティ・コン」がタクヤの後を追い組織に乗り込む。

## システム
- 方向キーと小・大二つの威力のパンチ・キックボタンの4ボタンで操作する。
- 一定のレバー操作＋ボタンで必殺技を繰り出す。
- 自分の操るキャラクターの体力が減って体力ゲージが赤くなったら必殺技を上回る威力の超・必殺技が出せるようになる。使用回数に制限はない[3]。
- タイトル画面からゲーム中の表示を日本語と英語から選択できる。
- コンピュータ同士が戦うのを観戦するウォッチモードが存在する。

## 登場キャラクター
Takuya Kitazawa：北沢 タクヤ（きたざわ タクヤ）
声：内藤玲
Master's FuryのKang Pungに相当するキャラクター。
本作品の主人公。幼い頃に両親を殺されており、母方の祖父であるカンによって育てられる。
テコンドーの師であるティオンが何者かに殺害され、恋人のユイが行方不明となったため調査に乗り出す。
格闘スタイルはテコンドー+我流柔術で、他には拳から発するオーラを相手に向かって飛ばす「気砲（きほう）」などの必殺技を持つ。
Long Way：ロン・ヴェイ　
声：石川正明
Master's FuryのTony Rungに相当するキャラクター。
タクヤの親友でありライバル。カンフー大会で優勝した事があり、その実力を認められて現在香港でアクション俳優として活躍する。
タクヤと同じくティオンの下で修行しカンフーを身に着けており、師の仇討ちのため、アクションスターとしての仕事を休み格闘の世界へと帰還した。
格闘スタイルはカンフー+映画で覚えた殺陣で、両手を前に突き出しオーラの壁を発生させる「龍鱗壁（りゅうりんへき）」などの必殺技を持つ。
Kang Tae Kong：カン・ティ・コン
声：金子幸伸
Master's FuryのKang Tae Kwonに相当するキャラクター。
ティ・ジャウ神拳の創始者で、タクヤの母方の祖父。隠居していたがタクヤとロンの手紙を受け取り組織に乗り込む。
格闘スタイルはティ・ジャウ神拳で、両腕を広げて回転しながら相手に向かって体当たりをする「砕神円転（さいじんえんてん）」などの必殺技を持つ。
Mishell：ミシェール
声：小池亜希子
Master's FuryのJane Isabelliに相当するキャラクター。
フランス警察特殊部隊所属の18歳。謎の薬「ハートビート」を売っている組織を追っていたある日、同僚で恋人であったジャンを殺害された為、犯人を追う。
格闘スタイルは特殊部隊で独自に開発して覚えた格闘術で、軽くジャンプしながら足からソニックブームを放つ「ライトニング・カッター」などの必殺技を持つ。
Gamp：ガンプ
声：森訓久
Master's FuryのTung Gaに相当するキャラクター。
ケニヤにあるカザール村の村長で、動物保護をしている。謎の薬「ハートビート」の密造を組織から依頼されるが拒否した為、息子のフォレスを誘拐されてしまう。
格闘スタイルは神霊武闘術で、相手を掴んで何度も地面に叩きつける「ケンタウルス・パワー」などの必殺技を持つ。
Bill Gardes：ビル・ガーデス
声：紙谷礼治
Master's FuryのPearl Jackに相当するキャラクター。
暴走族のリーダーだったが、麻薬組織のアザールの手により壊滅させられる。
現在はそのアザールの部下として働き、アザールからの指示によりガンプの息子フォレスを誘拐した。
格闘スタイルは力任せのため格闘とは到底呼べない、巨体を生かして相手にタックルをする「ビル・バスター」などの必殺技を持つ。
J：ジェイ（本名はマイテ・クライフ）
声：南見ちはる
Master's FuryのSya Kiに相当するキャラクター。
表の顔はレストラン経営者だが、その本業は麻薬組織の幹部であり裏の世界では麻薬女王として名を馳せている。Jは麻薬女王としての名。
弟に本業を隠しているのが辛くなり裏の世界から手を引こうとしたところ、その弟を麻薬組織に監禁されてしまい、表向きは組織に従いながらも弟救出のために動いている。
格闘スタイルはムエタイで、両手に力を溜めてそれを地面に叩きつけて衝撃波を発生させる「ラビン・ブレード」などの必殺技を持つ。
Tatsunosuke Sakamoto：坂本 辰之助（さかもと たつのすけ）
声：永野善一
Master's FuryのSakamotoに相当するキャラクター。
タクヤの恋人であるユイを誘拐した男であり、自らの運営する道場で謎の薬「ハートビート」の密売を行う。かつてタクヤの両親が持つ道場を乗っ取ろうと画策していた。
格闘スタイルは飛燕流刀剣術で、素早い剣の振りによって起こる炎を相手に飛ばす「飛燕妖炎陣（ひえんようえんじん）」などの必殺技を持つ。
Azarl Witz：アザール・ウィッツ
声：もりけんじ（漢字表記不明）
Master's FuryのAbdul Jabaに相当するキャラクター。
カインの部下で、タクヤの両親を殺害した男。今は戦地で傭兵をしている。他の兵士に謎の薬「ハートビート」を撒き、戦争を長引かせるよ戦争を長引かせるように指示を受けている。
格闘スタイルはアクトザバ格闘殺人術で、高速のパンチによって生まれるソニックブームを相手に叩きつける「ブラスト・アタック」などの必殺技を持つ。
Mr.Death：ミスター・デス
声：松本ヨシロウ
Master's FuryのMr.Daethに相当するキャラクター。
カインの部下だが身辺詳細は一切不明。:カンの弟子であったが破門されている。
ミシェールの恋人ジャン、そしてカンの友人であったティオンの殺害に成功したため、カンの弟子であり甥でもあるタクヤの命を現在は狙っている。
格闘スタイルは暗殺術で、拳から発するオーラを相手に向かって飛ばす「烈気波（れっきは）」などの必殺技を持つ。
Kain Zahart：カイン・ザハート
声：宮前ひろし
Master's FuryのKill Rukiに相当するキャラクター。
麻薬組織のトップに立つ男。兵器で力を、金で世界を、謎の薬「ハートビート」で人間を征服しようとする。
格闘スタイルは総合殺人術で、ジャンプと共に拳を振り上げて真空波を起こす「フライングブレード」などの必殺技を持つ。
T-660：ティーロクロクゼロ（本名はランディ・クライフ）
声：竹本英史
Master's FuryのSakatoに相当するキャラクター。
本作ラスボス。
麻薬組織の改造手術により強化改造された改造人間。その正体はJの弟ランディだが、記憶を抹消されている。ランディ本人は姉と同じくムエタイの使い手であるが、改造されたT-660にその痕跡はない。
格闘スタイルは不明で、空間を引っ掻いて真空波を起こす「ネイルパニッシャー」などの必殺技を持つ。
T-660をプレイヤーが使用した際にはラスボスは正体不明のT-661となる。